# Mainvilliers, Eure-et-Loir

Mainvilliers este o comună în departamentul Eure-et-Loir, Franța. În 1 ianuarie 2022 avea o populație de 10.950 de locuitori.